# الفوريجي (مسلسل)
الفوريجي هو مسلسل كوميدي مصري من إخراج عمرو عابدين وبطولة أحمد آدم، رزان مغربي، طارق لطفي، نهال عنبر، مروة عبد المنعم، دينا وعايدة رياض.

## نبذة
تدور أحداث المسلسل في إطار اجتماعي كوميدي حول رجل يرى أنه يعيش في مجتمع عبثي، مما يجعله يتعامل بطريقة الفوريجية حيث يتدخل في كل شيء من حوله.

## طاقم العمل
- أحمد آدم بدور صابر الشهير بصيصا
- رزان مغربي بدور دينا
- طارق لطفي بدور ياسر بيه
- نهال عنبر بدور عضمة رامية بلاها
- مروة عبد المنعم بدور زيزي بنت أخت صابر
- دينا بدور شيرين هانم
- عايدة رياض بدور نميسة